# Bertie Wooster

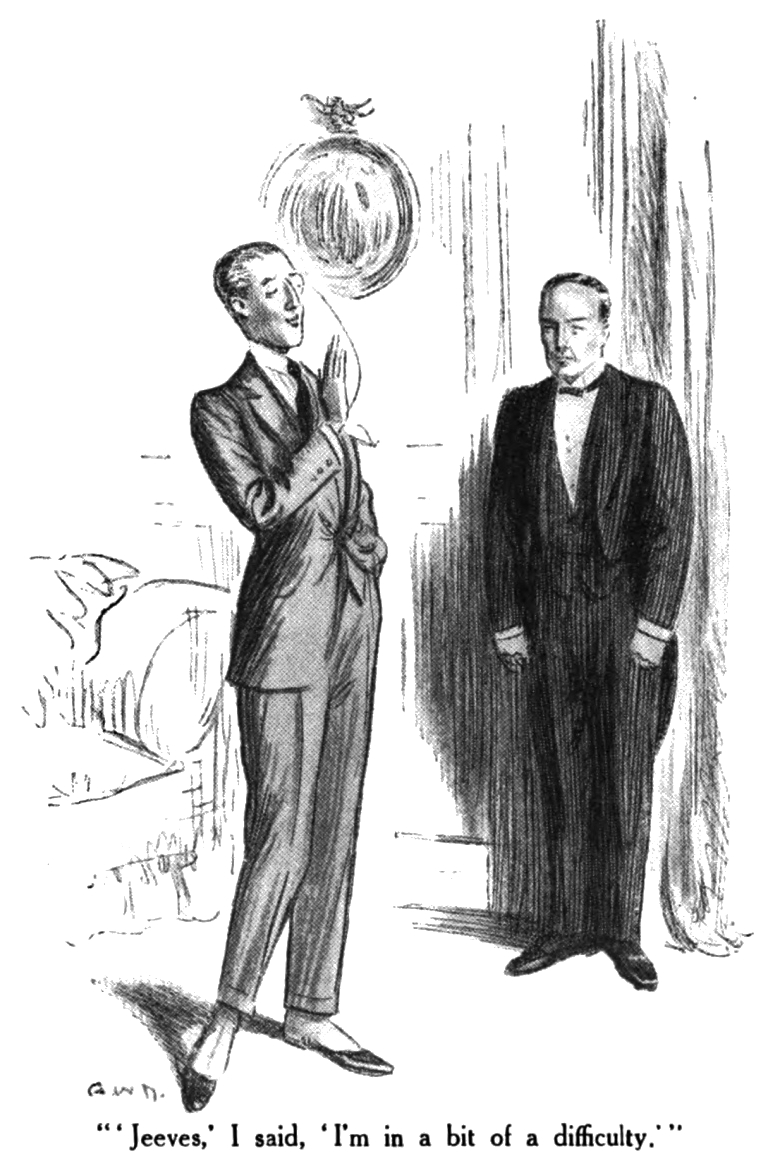

Bertram Wilberforce Wooster, apodado Bertie, es un personaje de ficción creado por el escritor británico P. G. Wodehouse. Miembro menor de la aristocracia inglesa y notorio entre los «ricos holgazanes», siempre aparece en compañía de su inteligente e infalible valet, Jeeves, cuyo genio siempre lograr sacar a Bertie y a sus amigos y familiares de numerosos embrollos. 
Narrador en primera persona de diez novelas y casi 40 historias cortas, Bertie es uno de los personajes cómicos más vívidos de la literatura inglesa. 

## Adaptaciones televisivas y cinematográficas
El único actor que ha interpretado a Bertie en el cine fue un joven David Niven, en Gracias, Jeeves (1935). 
Hugh Laurie actuó como Bertie a comienzos de los años 1990 en la serie de ITV Jeeves & Wooster, con su colega Stephen Fry como Jeeves.
En la serie más temprana de la BBC, World of Wooster (1965–1967), Ian Carmichael interpretó a Bertie, con Dennis Price como Jeeves.